# Sonata per pianoforte n. 21 (Beethoven)
La sonata per pianoforte n. 21, Op. 53 in Do maggiore, comunemente chiamata Waldstein (dall'omonimo conte a cui è dedicata) o L'aurora (per via del senso di trascendenza gioiosa che la caratterizza), fu composta tra il 1803 e il 1804, e pubblicata nel 1805.
Il pianista Wilhelm von Lenz la definì una «sinfonia Eroica per pianoforte», riconducendola quindi alla Terza sinfonia di Beethoven (anch'essa del 1803).

## Struttura
La sonata Waldstein è composta da 3 movimenti:
1. Allegro con brio
2. Introduzione: Adagio molto (in Fa maggiore)
3. Rondò: Allegretto grazioso

L'iniziale Allegro con brio irrompe con una serie di accordi ribattuti in pianissimo, a cui segue un disegno melodico che sembra guizzare dall'indistinto sottofondo percussivo.
Il secondo movimento costituisce un momento di cupa pausa meditativa, di penombra, che nel suo breve sviluppo verso una toccante melodia, conduce al successivo Rondò (dal carattere fresco e leggero).

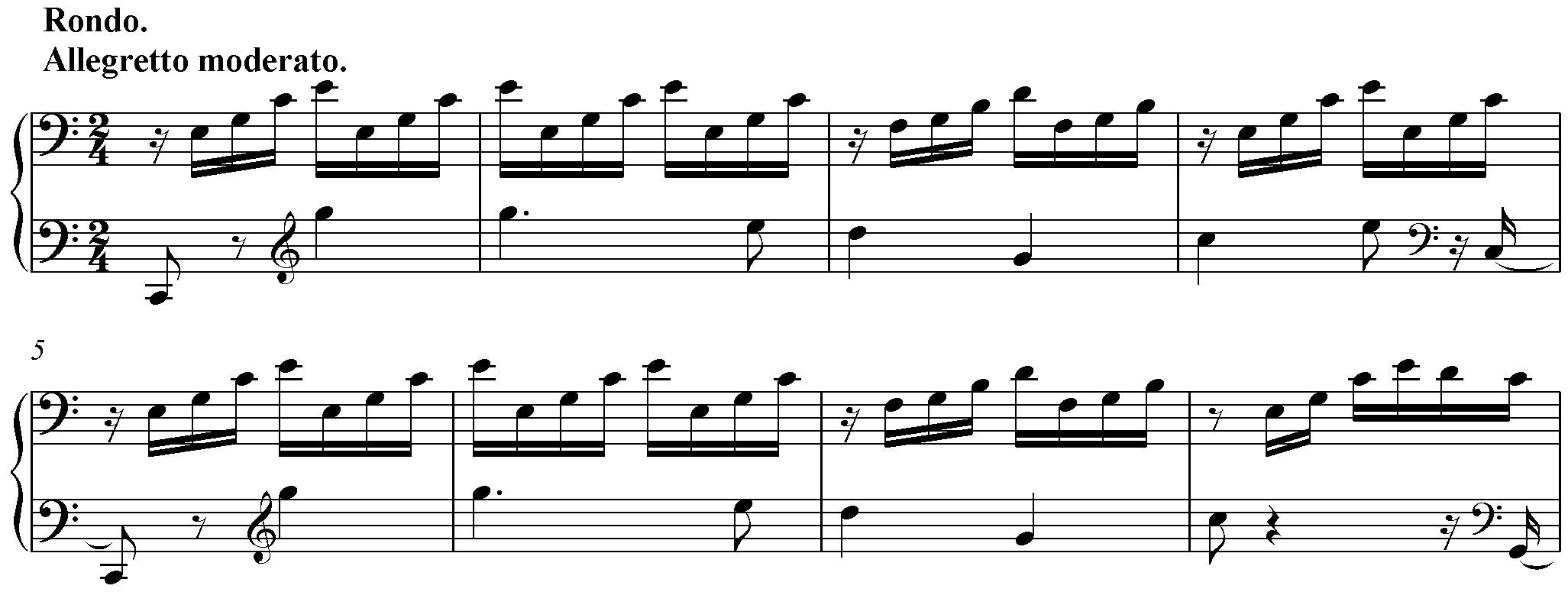
Le otto battute iniziali del Rondò

Inizialmente, al posto di questo movimento Beethoven creò un Andante in Fa maggiore di più ampio respiro che, secondo il racconto di Ferdinand Ries, alcuni amici gli sconsigliarono di pubblicare con la sonata. L'autore ebbe a risentirsi per questo parere ma in seguito lo accettò; il movimento originale venne pubblicato nel maggio 1806 con il titolo Andante favori (WoO 57).

## Analisi del Primo movimento
Il Primo movimento della sonata ha come metro quattro quarti nella tonalità di base di do maggiore. L'indicazione agogica (o tempo) indicata è “Allegro con brio”. La struttura formale è quella della forma-sonata: Esposizione – Sviluppo – Ripresa.

### Esposizione
L'Esposizione si presenta con un carattere drammatico determinato anche dal primo tema ritmico e incisivo da una parte ma anche portatore di un fremito dall'altra. In realtà si tratta di una doppia esposizione in quanto tutto il materiale sia del primo che del secondo tema viene ripetuto integralmente prima di iniziare lo sviluppo. Da un punto di vista formale questa esposizione è divisa in tre parti: (1) esposizione del primo tema – (2) esposizione del secondo tema – (3) codetta dell'esposizione. Da aggiungere che dopo il primo tema un ponte di collegamento ha la funzione di preparare l'entrata del secondo tema.

#### Primo tema
Il Primo Tema è nella tonalità della tonica del movimento (do maggiore), ma l'uso frequente di dominanti secondarie (o più esattamente sottodominanti– vedere in seguito) e di diverse modulazioni crea una certa instabilità tonale definita da altri commentatori come ”tonalità vagante di do maggiore”. Da un punto di vista formale il tema si presenta con due frasi più o meno simili. Due elementi caratterizzano il primo tema: un continuo martellamento in pianissimo di crome ribattute (che può essere inteso come una parte introduttiva – Casella lo definisce appartenente «piuttosto all'ordine del rumore che a quello della musica») e un brevissimo inciso di una semiminima seguito da una breve cascata di semicrome (”un guizzo che lampeggia in una profondità remota”). In realtà in questo primo tema possiamo individuare due incisi che avranno una notevole importanza nella fase di sviluppo: il primo della battuta 3 è formato da 4 note, il secondo della battuta 4 è formato da 6 note con un'acciaccatura iniziale. Da notare inoltre come il basso (nella prima frase) scende cromaticamente dal do al si passando dall'armonia della tonica a quella della dominante (sol maggiore). Ed è proprio in questo ambiente tonale (dove il do maggiore funge da sottodominante di sol maggiore – notare nel quarto movimento della seconda battuta l'accordo di re maggiore settima [e quindi settima di dominante di sol] in preparazione al sol maggiore) che prende avvio il primo inciso del tema. [batt. 1-4]
Questa frase viene subito ripetuta un tono sotto (si bemolle maggiore): siamo quindi nella seconda frase. In poche battute (= 5) si giunge così alla sottotonica (bVII, interscambio modale con la parallela minore). Il basso analogamente alla prima frase scende di un semitono (verso la nota la – VII grado scala Do minore melodica ascendente e VI grado Do mag) per creare un accordo di fa maggiore (sottodominante di do). In questo modo la tonalità sul si bemolle risulta sottodominante di fa (notare anche qui nel quarto movimento della battuta 6 l'accordo di do maggiore settima - settima di dominante di fa). Ma la discesa del basso non si ferma qui: dalla nota la si passa alla nota la bemolle (con un accordo di fa minore - interscambio modale) per approdare finalmente alla dominante (sol). Si entra così in una breve codetta di chiusura che inizia in ambiente tonale relativo alla settima di dominante (della tonalità di base ma minore: do minore), ossia sol maggiore settima, che termina (a misura 13) con una semibreve con corona sulla nota sol (semicadenza sulla dominante). L'indeterminatezza modale si mantiene sino alla fine della codetta: la misura 12 è decisamente in do minore. [batt. 5-13]
Il tema viene riesposto completamente con alcune varianti. Non si tratta di uno sviluppo, ma di un'ulteriore drammatizzazione del materiale musicale iniziale. Gli accordi ribattuti vengono sostituiti da un tremolo (”straordinaria trascrizione”) e suonati un'ottava sopra. L'armonia delle prime quattro misure (prima frase da battuta 14 a battuta 17) di questa ripetizione rimane la stessa, cambia invece con la seconda frase del tema che dal fa minore (vedi battuta 8) passa al la minore (armonia relativa minore). Questa inizia in re minore (intesa come sottodominante di la minore). Come conseguenza l'ultimo quarto della battuta 19 si presenta con un accordo di settima di dominante nella tonalità di la minore (mi maggiore settima) per far apparire quindi il tema in la minore alle battute 20 - 21. [batt. 18-21]
La ripetizione dell'inciso del primo tema (a misura 22) termina con un la diesis (anche l'accordo sottostante di la minore si presenta con il la alterato) che nella battuta successiva sale cromaticamente al si. Questo porta ad un nuovo ambiente tonale: mi, tonalità che caratterizza il ponte di collegamento o episodio di transizione verso la seconda idea. Il secondo tema infatti è esposto nella tonalità della mediante (mi maggiore) contrariamente alla norma che prevedeva la tonalità della dominante. È interessante notare come Beethoven prepari questo diverso ambiente tonale partendo subito dalla ripetizione del primo tema; in particolare dalla seconda frase che, mentre nella prima volta si presenta abbassata di un tono (dal do al si bemolle – misura 5), nella seconda volta si presenta innalzata di un tono (dal do al re – misura 18). In questo modo il basso scendendo dal re al do (misura 20) imposta l'armonia di la minore, e successivamente scendendo ancora al si (quindi in modo del tutto naturale) a battuta 23 si arriva finalmente all'armonia del secondo tema (si è la dominante di mi maggiore). Quest'ultima risoluzione è anche aiutata (come già visto sopra) dalla voce di soprano che passa dal mi (nell'armonia di la minore) al la diesis (battuta 22) e quindi al si (battuta 23).

L'episodio di transizione (misure 22 – 34) inizia in modo irruente e concitato e si calma solamente verso la fine passando, il ritmo, dalle semicrome alle crome. L'armonia, come s'è detto, gravita attorno a mi minore (vedi l'arpeggio del 3º e 4º tempo di misura 23): fin dall'inizio il basso è sul si (dominante di mi), che viene mantenuto per 8 misure; inoltre all'interno di ogni battuta, nella prima parte di questa transizione, l'armonia oscilla continuamente tra la settima di dominante (si maggiore settima) e la tonica (mi minore – secondo rivolto) per poi (da misura 29 in poi) fissarsi decisamente sulla settima di dominante. Come nell'opera 31 n. 1 anche in questo caso Beethoven prepara l'entrata della mediante maggiore passando per la mediante minore (tra il do maggiore e la mediante minore ci sono due note in comune: il sol e il mi).[batt. 22-34]

#### Secondo tema
Il Secondo Tema (misure 35 - 42), dolce e lirico quasi solenne, contrasta decisamente con la prima idea. È formato da quattro semifrasi di due misure ciascuna. Ogni copia di semifrasi può essere vista anche come “domanda – risposta”. Il tema è composto da minime e semiminime che dalla tonica (mi = tonica provvisoria per questa fase) muovono verso la dominante (si) nella prima coppia di semifrasi e definitivamente alla tonica nella seconda coppia di semifrasi. Ma il carattere più interessante di questo tema da un punto di vista armonico è la continua alternanza di triadi di tonica (relativamente al mi maggiore) con settima di dominante, mentre la linea melodica si muove per gradi congiunti. Tutta la struttura armonica del tema è esplicitata nella tabella sottostante. La seconda coppia di semifrasi differisce dalla prima per le ultime due battute: la 41 è simile alla 38 (cadenza composta sul V grado), mentre l'ultima battuta (la 42) si chiude in modo risolutivo sulla tonica.

| Semifrase | Battuta | Nota       | Grado                                                               | Tonalità                    | Note sull’accordo |
| --------- | ------- | ---------- | ------------------------------------------------------------------- | --------------------------- | --- |
| Domanda   | 35      | Minima     | I (tonica)                                                          | mi maggiore                 | triade della tonica in posizione fondamentale (basso = mi) |
| Domanda   | 35      | Semiminima | V (dominante)                                                       | si maggiore settima         | Settima di dominante in posizione fondamentale (basso = si) |
| Domanda   | 35      | Semiminima | VI (sopradominante)                                                 | do diesis minore            | Risoluzione sul sesto grado (cadenza d'inganno). Provvisoriamente questo grado prende il posto del primo                                                                                    |
| Domanda   | 36      | Minima     | V (dominante rispetto do #) / III (mediante rispetto mi)            | sol diesis maggiore settima | Va visto come la Settima di dominante nella tonalità di do diesis minore |
| Domanda   | 36      | Minima     | VI (sopradominante rispetto do #) / IV (sottodominante rispetto mi) | la maggiore                 | Risoluzione sul sesto grado di do # (cadenza d’inganno). Si ritorna alla tonalità di base e quindi va visto come quarto grado di mi                                                         |
| Risposta  | 37      | Minima     | V (dominante)                                                       | si maggiore settima         | Settima di dominante di mi maggiore |
| Risposta  | 37      | Semiminima | I (tonica)                                                          | mi maggiore                 | Risoluzione imperfetta: la tonica è presentata al primo rivolto (basso = sol #) |
| Risposta  | 37      | Semiminima | II (sopratonica)                                                    | fa diesis minore settima    | Settima di seconda specie sul secondo grado (primo rivolto; basso = la) |
| Risposta  | 38      | Minima     | I (tonica)                                                          | mi maggiore                 | In realtà questo accordo è “sentito” sul quinto grado di mi maggiore in quanto la nota fondamentale per tutta la misura è il si (quinto grado mantenuto per più accordi = cadenza composta) |
| Risposta  | 38      | Minima     | V (dominante)                                                       | si maggiore settima         | Settima di dominante la cui risoluzione è nell’accordo di tonica della successiva battuta                                                                                                   |

Il tema viene riproposto dalla mano sinistra con la stessa armonizzazione, mentre nel soprano una serie di terzine rendono l'atmosfera meno solenne e più vaga.

#### Coda dell'esposizione
La Coda dell'esposizione inizia a misura 50 e si conclude a misura 87 (l'ambiente armonico del mi maggiore prevale anche in questa fase). Questa coda può essere divisa in due parti: una prima parte dominata dal modo maggiore (in prevalenza mi maggiore – questa prima parte può essere considerata anche come codetta del secondo tema) fino a battuta 74 e una seconda parte comprendente due momenti o temi conclusivi di questa coda.

Nella prima parte la linea melodica prosegue per gradi congiunti sullo slancio finale del secondo tema. Ma soprattutto mantiene da un punto di vista armonico l'alternanza delle triadi di tonica (mi) e delle settima di dominante (si). Questo episodio procede con frasi di quattro battute e ”presenta una progressiva intensificazione nella scrittura, nel ritmo e nella dinamica” fino a raggiungere un'acme espressiva a battuta 62 con un cambio tonale (la maggiore). Questa nuova tonalità è preannunciata già a misura 60 con accordi di settima di dominante (mi maggiore settima in primo rivolto) di la maggiore.[batt. 50-60]
Un altro nuovo elemento viene introdotto da Beethoven con questa sonata: delle specifiche sonorità timbriche. Già s'è visto il risultato ottenuto dalle note ribattute delle prime due battute del movimento. Ora a misura 62 abbiamo un altro esempio: il martellamento per ben 12 volte della triade di la maggiore e altrettanti accordi di fa diesis maggiore settima. A parte le innovazioni timbriche, ancora una volta lo schema è sempre lo stesso: triadi fondamentali seguite da settime; ma anche progressione per gradi congiunti del basso: sol # (battuta 60), la (battuta 62), la # (battuta 64) e finalmente si (battuta 66) con la quale si ritorna alla tonalità di base mi maggiore. [batt. 61-66]
Prima delle fasi conclusive di questa coda alcuni passaggi con delle settime e none portano a un'altra acme espressiva a battuta 74 in corrispondenza della fine dell'area di competenza della tonalità di base per questa fase (mi maggiore). [batt. 70-74]
A battuta 74, Beethoven, prima di chiudere definitivamente la coda ci presenta due momenti che preannunciano la fine dell'esposizione. Il primo si rifà all'episodio di transizione tra i due temi (vedere battute 23 e seg.) che ora con un accompagnamento accordale e l'alternanza del modo maggiore e minore (viene introdotta l'armonia di la minore) lo rende più tranquillo. [batt. 74-76]
Il secondo elemento è una nuova figurazione importante soprattutto per la funzione di collegamento che ha tra l'Esposizione e lo Sviluppo. La figurazione infatti è in mi minore e questo ”rende più agevole il ritorno dalla mediante a do maggiore [la vera tonica del movimento] quando si ripete daccapo l'esposizione” e naturalmente lo sviluppo. Questa figurazione viene dapprima annunciata alle battute 76 – 77 e poi si ripresenta in modo più consistente alla battuta 80. Si tratta di semplici incisi discendenti (una semiminima seguita da 2 crome) messi in risalto per ben due volte da un piano improvviso (battute 83 e 85). L'armonia è in minore nella prima parte (mi minore) e in maggiore (do maggiore – qui vista provvisoriamente come sopradominante) nella parte finale. [batt. 80-85]

### Sviluppo
Lo Sviluppo può essere diviso in tre fasi: (1) elaborazione degli incisi del primo tema (misure 88 – 113); (2) elaborazione della codetta del secondo tema (misure 114 – 143); (3) pedale di dominante in preparazione del ritorno del tema fondamentale (misure 144 – 157).

#### Prima fase dello sviluppo
Questa prima fase inizia con la ripetizione del “secondo elemento conclusivo” (misure 88 – 91) che può essere considerato ”l'anello di congiunzione” tra l'esposizione e lo sviluppo. L'ambiente tonale è la sottodominante (fa maggiore – si ritorna a considerare il do come tonica fondamentale). Inizia quindi a misura 92 lo sviluppo vero e proprio (nella tonalità della sottodominante) ripresentando le prime quattro misure del movimento. In realtà sono i due incisi del primo tema che vengono ripetuti iterativamente e alternativamente per diminuzione (dalle crome alle semicrome). Da un punto di vista armonico il primo inciso rispetta l'impostazione armonica dell'esposizione (do maggiore = dominante di fa maggiore); il secondo inciso però modula al do minore. Questo permette l'introduzione di un nuovo ambiente armonico: sol minore. Infatti la ripetizione del primo inciso a misura 96 è in re maggiore (= dominante di sol). [batt. 91-97]
I due incisi si presentano per 20 misure: il primo inciso nelle battute 94, 96, 98, 99, 100, 102, 103, 104, e dal 106 fino al 113; il secondo inciso nelle battute 95, 97, 98, 99, 100, 101, 102, 103, 104 e 105. L'ambiente armonico dal sol minore modula al do minore (battuta 101), al fa minore (106) e ad altre armonie ancora. Quello che rimane costante è l'uso delle dominanti (e anche settime) nella seconda parte della misura contrapposte alla posizione fondamentale dell'accordo di base nella prima parte della misura. Procedimento già ampiamente sperimentato nell'esposizione. [batt. 99-102]

#### Seconda fase dello sviluppo
La seconda fase dello sviluppo (a misura 114) ci riporta ”al largo respiro del movimento delle terzine derivate dalla seconda idea”. Siamo in presenza di 29 misure nelle quali gli arpeggi del tema vengono elaborati in modo virtuosistico. Un'evidente influenza della forma del concerto solistico classico. L'ambiente armonico è il do maggiore. [batt. 114-117]
Questa lunga sequenza virtuosistica dopo aver toccato svariate armonie (fa maggiore a misura 118; si bemolle maggiore a misura 122; mi bemolle minore a misura 126; si minore a misura 130; do minore a misura 134) approda all'armonia del sol maggiore (misura 138), intesa come dominante di do minore. Ed è proprio con una modulazione a sol maggiore (dominante di do minore) che inizia la terza fase dello sviluppo.

#### Terza fase dello sviluppo
La terza fase dello sviluppo (a misura 144) è un lungo pedale sulla dominante (sol) per preparare il ritorno del tema principale in do maggiore. Sono 14 misure che ”appartengono piuttosto all'ordine del rumore che a quello della musica”; confusione accentuata anche dalla presenza della dominante di sol (re maggiore). L'inizio è in pianissimo, al basso risuona continuamente il sol, mentre tre note (tre semicrome do, si e la) vengono ripetute per ben 32 volte. Queste tre note derivano dalla quarta battuta del tema principale (terza, quarta e quinta nota del secondo inciso). [batt. 144-147]
”Da una sonorità sorda, caotica, lontanissima, far sorgere progressivamente uno sprazzo di luce: il senso espressivo di questo brano potrebbe benissimo aver dato origine al titolo “Aurora” ”. Poco a poco infatti la mano sinistra emerge con l'inversione del primo inciso che inframmezzato da pause sale in crescendo fino al fa. L'inciso afferma chiaramente la tonalità di sol iniziando ogni volta su una nota diversa della triade di sol maggiore. [batt. 148-150]
Il fa acuto, ripetuto per 9 volte, rappresenta il raggiungimento dell'acme espressiva (la nona volta è suonato in “fortissimo”) di questo sviluppo e forse di tutto il movimento. Insieme al sol al basso si produce l'accordo di settima di dominante (o anche di nona vista la presenza della nota la nelle quartina del basso) preparato anche dalla salita cromatica del basso (do – do diesis – re) Quindi le due mani proseguono suonando per moto contrario con “sforzandi” e scale in salita e in discesa finché l'episodio non si spegne sulla tonica (do maggiore) e quindi della ripresa del tema fondamentale. [batt. 154-158]

### Ripresa
La Ripresa non è una mera ripetizione del materiale già presentato, ma ha una personalità tutta sua, originale e dinamica e sviluppa ulteriormente il materiale musicale di partenza tanto che ”in realtà sarebbe più giusto considerare il finale come una quarta parte”.

Le due frasi del tema (da battuta 158 a battuta 169) sono simili all'esposizione. La codetta tra la prima e la seconda esposizione del tema presenta una sorpresa: le crome con pausa sull'accordo della tonica minore invece di concludere sulla dominante (sol) si fermano sul sesto grado bemollizzato (la bemolle). A questo punto le due ultime battute (169 e 170) vengono ripetute con una diversa armonizzazione: la discesa delle crome disegnano l'accordo di re bemolle maggiore (in questo modo il la bemolle della semibreve coronata precedente diventa la dominante della nuova tonalità), mentre la semibreve successiva si ferma sul si bemolle. Il si bemolle è il sesto grado della tonalità di re bemolle (e qui viene rispettata la simmetria armonica con le due battute precedenti) ma è anche la dominante del nuovo episodio aggiunto in mi bemolle maggiore (misure 173 – 175). Questo nuovo episodio alla fine modula necessariamente verso la settima di dominante (sol maggiore 7a = dominante di do = tonica) per riprendere il discorso dal punto dell'esposizione in cui si era interrotta (la riesposizione del primo tema alla tonica). [batt. 169-176]
Con la riesposizione del tema (misure 176 – 183) il discorso torna ad essere simile all'esposizione. La seconda codetta (o ponte di collegamento o episodio di transizione verso la seconda idea) si presenta diversa: dal si maggiore dell'esposizione si passa al la minore e quindi al mi maggiore (battuta 192) per concludere sulla settima di dominante di la maggiore (mi maggiore settima). Quest'ultimo accordo è in preparazione del secondo tema esposto inizialmente nella tonalità di la maggiore.

Il secondo tema ora dovrebbe comparire come previsto dalla consuetudine alla tonica (do maggiore). Nell'esposizione era armonizzato in mi maggiore (tonalità secondaria dell'esposizione); quindi una transizione non facilmente risolvibile. Beethoven quindi fa iniziare il secondo tema in la maggiore e procede con questa armonia per 4 misure; alla quinta misura del tema passa a la minore (il do alterato diventa naturale – la minore è anche la tonalità relativa minore di do maggiore) per poi approdare finalmente alla tonalità d'impianto: do maggiore. Tutta la seconda riesposizione del tema (misure 206 – 213) avviene in questa tonalità come prevede lo schema tradizionale della forma-sonata. [batt. 198-204]
La codetta del secondo tema si svolge nell'armonia della tonica (ora quella fondamentale) parallelamente alla prima esposizione. Si giunge così ai due temi conclusivi: il primo a misura 237 e il secondo a misura 239. Entrambi per il momento gravitano attorno all'armonia della tonica. A misura 247 però il secondo tema conclusivo si muove verso la sottodominante (fa maggiore). Ora le intenzioni di Beethoven sono chiare: come alla fine dell'esposizione per passare allo sviluppo l'armonia s'era alzata di mezzo grado (da mi maggiore a fa) così ora dal do maggiore della ripresa si passa al re bemolle (intervallo di seconda minore) della coda finale.

### Coda finale
Anche la Coda finale (a misura 251 fino alla fine) ”per alcuni tratti, ha più l'aspetto di un nuovo sviluppo”. Con la nuova tonalità (re bemolle maggiore) viene riproposto il tema iniziale. I tre motivi delle battute iniziali (le note ribattute della mano sinistra e i due incisi) vengono elaborati grandiosamente con un virtuosismo estremo da concerto solistico. Si noti ad esempio come ”alla battuta 261 la mano sinistra ripresenta il primo tema mentre la destra la accompagna con sincopi e semicrome creando interessanti effetti contrappuntistici”. Da un punto di vista armonico dopo alcune misure gravitanti sulla tonica minore (256 – 260) l'armonia si sposta sul do maggiore.

Nelle ultime battute di questa fase virtuosistica (misura 280) un accordo di tonica (secondo rivolto) e una rapida salita verso la parte acuta della tastiera introduce due battute di quartina di semicrome la cui prima nota insiste sulla nota sol creando così un pedale di dominante che si risolve in due settime di dominante (semibrevi coronate) seguite entrambe da una rapida scala discendente. Viene così preparata l'entrata del secondo tema finalmente alla tonica. [batt. 280-286]
Con l'entrata del secondo tema ”l'atmosfera è sognante e diventa sempre più distesa con l'uso di figurazioni ampie, punti coronati e ritardati”. La prima frase del tema procede regolare, mentre la seconda non si conclude e viene ripresentata per tre volte (misure 292 -296). Lo scopo è quello di preparare l'ultima entrata del tema fondamentale. Tutte e tre le volte la frase termina con una settima di dominante (sol maggiore settima) coronata. La seconda e la terza volta le durate delle note sono raddoppiate, inoltre nell'ultima volta un “ritardando” accentua ulteriormente la lentezza della frase. Le tre note della melodia di queste tre frasi: sol – la – si (sol – lab – si; in quella centrale) aspirano costantemente a un quarto suono: il do che viene raggiunto con l'esposizione per l'ultima volta del tema fondamentale. [batt. 290-297]
Quest'ultima esposizione del tema fondamentale non va oltre il primo inciso che viene ripetuto tre volte (dominante – tonica – sottodominante). Analogamente al finale dello sviluppo una doppia scala discendente della mano destra e ascendente della mano sinistra (entrambe partono dalle note estreme della tastiera dei tempi di Beethoven) conclude definitivamente il movimento su quattro accordi finali: dominante - tonica – dominante – tonica.

### Schema riassuntivo
| Parte                                                     | Sezione                                                  | Sottosezione                                       | Grado                                                      | Tonalità                        | Battute:da-a |
| --------------------------------------------------------- | -------------------------------------------------------- | -------------------------------------------------- | ---------------------------------------------------------- | ------------------------------- | ------------ |
| Esposizione                                               | Tema principale                                          | Prima frase                                        | I (tonica) – V (dominante)                                 | do magg. – sol magg.            | 1 – 4        |
| Esposizione                                               | Tema principale                                          | Seconda frase                                      | VII (sensibile) - IV (sottodominante)                      | si b magg. - fa                 | 5 – 8        |
| Esposizione                                               | Tema principale                                          | Codetta                                            | I (tonica minore)                                          | do minore                       | 9 - 13       |
| Esposizione                                               | Tema principale                                          | Prima frase (seconda esposizione)                  | I (tonica) - V (dominante)                                 | do magg. - sol magg.            | 14 - 17      |
| Esposizione                                               | Tema principale                                          | Seconda frase (seconda esposizione)                | II (sottodominante) - VI (sopradominante/ relativo minore) | re magg. - la minore            | 18 - 22      |
| Esposizione                                               | Ponte di collegamento                                    |                                                    | III (mediante minore)                                      | mi minore.                      | 23 - 34      |
| Esposizione                                               | Seconda idea (tonica provvisoria = mi maggiore)          | Prima frase (domanda - risposta)                   | I (tonica) - V (dominante)                                 | mi magg. - si magg.             | 35 - 38      |
| Esposizione                                               | Seconda idea (tonica provvisoria = mi maggiore)          | Seconda frase (domanda - risposta)                 | I (tonica)                                                 | mi magg.                        | 39 - 42      |
| Esposizione                                               | Seconda idea (tonica provvisoria = mi maggiore)          | Ripetizione variata del tema                       | I (tonica) - V (dominante) - I (tonica)                    | mi magg. - si magg. - mi magg.  | 43 - 50      |
| Esposizione                                               | Coda dell'esposizione (tonica provvisoria = mi maggiore) | Prima parte (prosegue lo slancio del secondo tema) | I (tonica)/V (dominante)                                   | mi magg./si magg.               | 50 - 59      |
| Esposizione                                               | Coda dell'esposizione (tonica provvisoria = mi maggiore) | Seconda parte (con nuovi ambienti armonici)        | IV (sottodominante)                                        | la maggiore                     | 60 - 65      |
| Esposizione                                               | Coda dell'esposizione (tonica provvisoria = mi maggiore) | Terza parte (ritorno a mi maggiore)                | I (tonica)                                                 | mi magg.                        | 66 - 73      |
| Esposizione                                               | Coda dell'esposizione (tonica provvisoria = mi maggiore) | Quarta parte (elementi conclusivi della coda)      | I (tonica maggiore/minore)                                 | mi magg./minore                 | 74 -85       |
| Sviluppo (ritorno alla tonica fondamentale = do maggiore) | Elaborazione degli incisi del tema fondamentale          |                                                    | IV (sottodominante)/V (dominante minore)/I (tonica minore) | fa magg./sol min./do min.       | 88 - 113     |
| Sviluppo (ritorno alla tonica fondamentale = do maggiore) | Elaborazione degli elementi del secondo tema             |                                                    | I (tonica)                                                 | do magg.                        | 114 - 143    |
| Sviluppo (ritorno alla tonica fondamentale = do maggiore) | Pedale di dominante                                      |                                                    | V (dominante)                                              | sol magg.                       | 114 - 157    |
| Ripresa                                                   | Tema principale                                          | Prima frase                                        | I (tonica) – V (dominante)                                 | do magg. – sol magg.            | 158 – 161    |
| Ripresa                                                   | Tema principale                                          | Seconda frase                                      | VII (sensibile) - IV (sottodominante)                      | si b magg. - fa                 | 162 – 165    |
| Ripresa                                                   | Tema principale                                          | Codetta                                            | I (tonica minore)                                          | do minore                       | 166 - 172    |
| Ripresa                                                   | Tema principale                                          | Nuovo elemento della ripresa                       | III (mediante abbassata)                                   | mi bemolle maggiore             | 173 - 175    |
| Ripresa                                                   | Tema principale                                          | Prima frase (seconda esposizione)                  | I (tonica) - V (dominante)                                 | do magg. - sol magg.            | 176 - 179    |
| Ripresa                                                   | Tema principale                                          | Seconda frase (seconda esposizione)                | II (sottodominante) - VI (sopradominante/relativo minore)  | re magg. - la minore            | 180 - 183    |
| Ripresa                                                   | Ponte di collegamento                                    |                                                    | VI (sopratonica minore)                                    | la minore.                      | 184 - 197    |
| Ripresa                                                   | Seconda idea                                             | Prima frase (domanda - risposta)                   | VI (sopratonica) - III (mediante = dom. della sopratonica) | la magg. - mi magg.             | 198 - 201    |
| Ripresa                                                   | Seconda idea                                             | Seconda frase (domanda - risposta)                 | VI (sopratonica minore = relativa minore) - I (tonica)     | la min. - do magg.              | 202 - 205    |
| Ripresa                                                   | Seconda idea                                             | Ripetizione variata del tema                       | I (tonica) - V (dominante) - I (tonica)                    | do magg. - sol magg. - do magg. | 206 - 213    |
| Ripresa                                                   | Codetta della ripresa                                    | Prima parte                                        | I (tonica)                                                 | do magg.                        | 213 - 236    |
| Ripresa                                                   | Codetta della ripresa                                    | Seconda parte (temi conclusivi)                    | I (tonica)                                                 | do magg.                        | 237 - 250    |
| Coda finale                                               | Tema principale sviluppato virtuosisticamente            |                                                    | II (sopratonica abbassata)/I (tonica)                      | re b magg./do magg.             | 251 - 285    |
| Coda finale                                               | Secondo tema                                             |                                                    | I (tonica)                                                 | do magg.                        | 286 - 296    |
| Coda finale                                               | Ultima apparizione del tema fondamentale                 |                                                    | I (tonica)                                                 | do magg.                        | 297 - 304    |

## Analisi del Secondo movimento
Il Secondo movimento della sonata ha come metro sei ottavi nella tonalità di base di fa maggiore. L'indicazione agogica (o tempo) indicata è “Adagio molto”. Non ha una struttura formale ben definita in quanto (lo dice il titolo del brano sulla partitura) è un'“Introduzione”: potrebbe essere un Lied senza sviluppo (per alcuni commentatori si tratta di un lied tripartito), oppure un arioso, quasi un parlato da recitativo accompagnato (misure 10-16) preceduto da un “Preludio” e seguito da un “Postludio”.

Le prime due battute del “Preludio” presentano subito un motivo (o tema). È una lenta melodia che inizia nel registro grave e sembra raggiungere a fatica il registro medio dello strumento. L'inciso ritmico (due note ribattute: semicroma puntata più una biscroma) seguito da un intervallo ascendente determina un'atmosfera di mistero accentuata ancor più dalle lunghe pause (crome) tra un inciso e l'altro della mano destra. Le seconde due battute ripresentano lo stesso motivo ma armonizzato diversamente, mentre da battuta 5 a battuta 9 una codetta chiude il preludio. È interessante notare come il basso, nelle prime sei battute, scende cromaticamente dalla tonica alla dominante; discesa cromatica già sperimentata all'inizio del primo movimento. Da un punto di vista armonico è proprio il basso che guida gli accordi: tonica (fa maggiore - basso = fa) nella prima battuta; sensibile (mi maggiore – basso = mi) nella seconda battuta preparata dal re diesis (ultima nota della prima battuta); modulazione a mi minore (basso = mi) nella terza battuta; sottodominante (si maggiore – basso = re diesis) nella quarta battuta preparata dal la diesis (ultima nota della terza battuta); nella quinta battuta si ritorna alla tonica, mentre il basso rapidamente scende dal re naturale (sesto grado) al re bemolle (sesto grado abbassato); e finalmente nella sesta battuta il basso si ferma sulla dominante (do) con un accordo di settima di dominante (do maggiore settima). Con una cadenza evitata nella settima battuta si raggiunge il re minore (dominante della dominante della dominante: re => sol => do => fa); quindi con una cadenza perfetta (II – V – I, ossia sol maggiore – do maggiore settima – fa maggiore) si ritorna alla tonica (fa maggiore). [batt. 1-9]
Il lied vero e proprio inizia a battuta 9 e termina a battuta 16. Viene ripreso l'inciso iniziale sul quale s'inseriscono nuove figurazioni di semicrome e sincopi con fraseggi tipici dell'arioso A battuta 17 inizia il “Postludio”. Sono ripresentate le prime quattro battute del movimento con la stessa armonia ma con alcune aggiunte soprattutto per riempire le pause della prima esposizione. Il seguito è un potente sviluppo che raggiunge l'acme su ”una reiterazione insistita della nota più acuta del pianoforte” (il fa acuto) e su un accordo di si minore settima diminuita (si – fa – lab; manca la nota re); accordo “sentito” come settimo grado della tonalità di do maggiore. Una teatrale discesa di ottave sull'accordo di settima di dominante di do maggiore (sol maggiore settima) si conclude con un'imitazione della voce umana al soprano e, dopo una modulazione di transizione al la minore, il brano conclude con una cadenza sospesa sulla dominante di do maggiore (re minore – sol maggiore). [batt. 23-28]

### Schema riassuntivo
| Parte                        | Sezione                           | Grado                                        | Tonalità                                | Battute:da-a |
| ---------------------------- | --------------------------------- | -------------------------------------------- | --------------------------------------- | ------------ |
| Preludio (tonica = fa magg.) | Tema (domanda)                    | I (tonica) – VII (sensibile)                 | fa magg. – mi magg.                     | 1 – 2        |
| Preludio (tonica = fa magg.) | Tema (risposta)                   | VII (sensibile minore) – IV (sottodominante) | mi minore – si magg.                    | 3 – 4        |
| Preludio (tonica = fa magg.) | Codetta                           | I (tonica)                                   | fa magg.                                | 5 - 9        |
| Arioso                       |                                   | I (tonica)                                   | fa maggiore                             | 10 – 16      |
| Postludio                    | Tema (domanda)                    | I (tonica) – VII (sensibile)                 | fa magg. – mi magg.                     | 17 – 18      |
| Postludio                    | Tema (risposta)                   | VII (sensibile minore) – IV (sottodominante) | mi minore – si magg.                    | 19 – 20      |
| Postludio                    | Codetta (nuova tonica = do magg.) | VII / V                                      | si minore settima diminuita / dominante | 20 - 28      |

## Analisi del Terzo movimento
Il Terzo movimento della sonata ha come metro due quarti nella tonalità di base di do maggiore; l'indicazione agogica (o tempo) indicata è “Allegretto moderato”. La forma è quella classica del “Rondò”. La struttura del brano può essere sintetizzata con la seguente formula: A – B – A – C – A (senza la parte iniziale) – B1 (con la seconda parte variata).

La prima esposizione del tema del rondò occupa le prime 62 battute. Il tema vero e proprio è lungo 4 misure e viene ripetuto quattro volte (quattro frasi). La seconda frase è simile alla prima ma è troncata sulla penultima nota. Entrambe le prime frasi hanno come centro tonale la tonica. La terza frase (che insieme alla quarta si apre nella tonalità della dominante) è abbassata di un tono: dal quinto grado delle prime due frasi (sol – prima nota acuta della melodia) si passa al quarto grado (fa) che insieme all'accordo iniziale forma un'armonia di settima di dominante, mentre viene mantenuta la medesima figurazione ritmica delle note. La quarta frase, alla terza battuta del tema (misura 15) l'armonia modula al modo minore, segue un segmento di due misure ripetuto due volte e altre quattro misure con la nota conclusiva della frase (dominante - sol) suonata sette volte; concludendo così il tema alla dominante. Di questo tema la prima nota (un do basso nelle prime due frasi e un sol basso nelle altre due) oltre ad essere la prima nota della melodia (a cui segue la seconda nota dopo un salto di tre ottave e mezza) fa anche da bordone rustico. [batt. 1-23]
Una frase arabescata del solo soprano di 8 misure (da 23 a 31), prima in salita e poi in discesa, separa la riproposta del tema. Le varie frasi del tema ora sono presentate in ottava. L'accompagnamento è più elaborato. Nel finale la dinamica cresce fino al “fortissimo” e nelle ultime battute il tema si presenta con due frasi sovrapposte ad un trillo su rapidissime scale in salita e poi in discesa della mano sinistra. L'armonia si conclude alla tonica.

Il primo episodio (da misura 62 a misura 113) inizia con delle terzine di semicrome (arpeggii della mano superiore) con il basso in posizione sincopata (tema B1 del primo episodio). L'armonia è ancora quella della tonica supportata dalla nota do raddoppiata all'ottava con funzione di pedale. [batt. 62-66]
A battuta 70 con una modulazione alla tonalità relativa minore (la minore) appare un secondo tema (B2) alla mano inferiore caratterizzato da robuste e marcate ottave alternate fra le due mani.[batt. 70-74]
La frase di questo tema (B2) viene ripetuta un'ottava sopra. Segue una breve codetta e a battuta 86 una riesposizione del tema molto variata e piena di contrasti sonori. Una transizione (misure 98 -113) con una scrittura rarefatta basata sul tema principale del rondò prepara il ritorno della tonica (do maggiore) e del tema intero del rondò. Una cadenza sulla settima di dominante di do maggiore (sol maggiore settima) conclude questo primo episodio intermedio.[batt. 106-113]
A misura 114 ricompare il tema: si tratta della seconda esposizione del rondò uguale alla prima; mentre a misura 175 inizia il secondo episodio più articolato e complesso del primo.

L'episodio inizia con un nuovo tema (C): è ”un'idea melodica che si ripete in forma di progressione”. In una prima esposizione il tema è presentato da ottave staccate della mano sinistra; poi (da misura 183) il tema viene presentato alternativamente tra le due mani (sempre tramite ottave di crome), mentre l'altra mano produce delle rapidissime terzine di semicrome. L'ambiente armonico è quello nuovo della tonalità di do minore (la partitura infatti prevede un cambio dell'armatura di chiave con tre bemolle = do minore). Nella progressione del tema vengono toccate, oltre alla tonalità do minore, anche le tonalità di la bemolle maggiore (a misura 191) e fa minore (a misura 207).[batt. 175-182]
L'ultima frase del tema C (quella iniziata a misura 207 in fa minore) si chiude con una cadenza perfetta (sol maggiore – do minore). Questo dà luogo a una nuova fase nella quale viene sviluppato il tema del rondò. Inizialmente (da misura 221 a misura 239) viene ripresa la transizione delle battute finali del primo episodio (battute 98 – 114). Qui però la trasparenza di scrittura viene sostituita con una serie di robusti accordi in fortissimo e marcati contrasti dinamici, mentre l'armonia passa da la bemolle maggiore a fa minore e re bemolle minore. [batt. 216-224]
A misura 239 s'inserisce un episodio di transizione (o ponte modulante) di 12 battute nella quale degli accordi sincopati della mano destra creano una certa tensione. Il basso procede per quinte (re bemolle – la bemolle – mi bemolle – si bemolle – fa) fino al do (ritornando così all'armonia iniziale).[batt. 239-249]
La tensione a questo punto si scarica, anche favorita dal procedere del basso, in un nuovo episodio di elaborazione dell'inciso iniziale del tema del rondò basato su delicatissimi arpeggi. Si tratta di un lungo episodio nel quale la tonalità di partenza (fa minore) si muove verso il do minore. [batt. 251-254]
La parte finale di questo secondo episodio comprende un lungo pedale di dominante (sol). Questo inizia a battuta 279 con una serie di accordi alternati tra do minore e sol maggiore, ma diviene costante a misura 295 per concludere con un classico accordo di settima di dominante di do maggiore (sol maggiore settima). [batt. 279-312]
A misura 313 ritorna il tema: si tratta della terza esposizione del rondò. Alcune differenze caratterizzano questa terza esposizione: il tema è subito presentato in fortissimo e con il raddoppio di ottave (torna in pianissimo sulla terza frase con l'armonia della dominante); manca inoltre la frase arabescata del solo soprano di 8 misure (in effetti viene ripresa solamente la prima parte dell'esposizione iniziale). Alla fine di questa riesposizione segue il terzo episodio. In realtà viene ripreso il tema B1 del primo episodio intermedio e ampliato di 24 battute (una specie di sviluppo) fino a battuta 377. Le ultime 24 battute (da misura 378) di questa prima parte del movimento sono dedicate all'inciso iniziale del tema A (quello del rondò). L'ambiente armonico è quello della dominante: l'accordo di sol maggiore è ripetuto per oltre 12 volte (quasi un pedale di dominante). La melodia tra bassi poderosi e accordi energici e tempestosi, piano piano si dissolve in un arpeggio finale di 4 sol discendenti con la dinamica di tre piano (“ppp”).[batt. 378-402]

### Schema riassuntivo
| Parte                                                    | Sezione                                               | Sottosezione                              | Grado                                    | Tonalità                       | Battute:da-a |
| -------------------------------------------------------- | ----------------------------------------------------- | ----------------------------------------- | ---------------------------------------- | ------------------------------ | ------------ |
| Prima esposizione del rondò (tema A)                     | Tema principale (esposizione)                         | Prima frase (domanda)                     | I (tonica)                               | do magg.                       | 1 – 4        |
| Prima esposizione del rondò (tema A)                     | Tema principale (esposizione)                         | Seconda frase (risposta)                  | I (tonica)                               | do magg.                       | 5 – 8        |
| Prima esposizione del rondò (tema A)                     | Tema principale (esposizione)                         | Terza frase                               | V (dominante)                            | sol magg.                      | 8 - 12       |
| Prima esposizione del rondò (tema A)                     | Tema principale (esposizione)                         | Quarta frase con codetta                  | V (dominante)                            | sol magg.                      | 13 - 23      |
| Prima esposizione del rondò (tema A)                     | Frase intermedia                                      |                                           | V (dominante)                            | sol magg.                      | 23 - 30      |
| Prima esposizione del rondò (tema A)                     | Tema principale (riesposizione)                       | Prima frase (domanda)                     | I (tonica)                               | do magg.                       | 31 – 34      |
| Prima esposizione del rondò (tema A)                     | Tema principale (riesposizione)                       | Seconda frase (risposta)                  | I (tonica)                               | do magg.                       | 35 – 38      |
| Prima esposizione del rondò (tema A)                     | Tema principale (riesposizione)                       | Terza frase                               | V (dominante)                            | sol magg.                      | 39 - 42      |
| Prima esposizione del rondò (tema A)                     | Tema principale (riesposizione)                       | Quarta frase con codetta                  | V (dominante)                            | sol magg.                      | 43 - 23      |
| Prima esposizione del rondò (tema A)                     | Tema principale (riesposizione)                       | Ripresa finale delle due prime frasi      | I (tonica)                               | do magg.                       | 55 - 62      |
| Primo episodio                                           | Tema B1                                               |                                           | I (tonica)                               | do magg.                       | 62 - 70      |
| Primo episodio                                           | Tema B2                                               | Prima frase (domanda)                     | Relativo minore                          | la minore                      | 70 – 74      |
| Primo episodio                                           | Tema B2                                               | Seconda frase (risposta)                  | Relativo minore                          | la minore                      | 74 – 78      |
| Primo episodio                                           | Tema B2                                               | Codetta del tema                          | Relativo minore                          | la minore                      | 78 – 86      |
| Primo episodio                                           | Tema B2                                               | Frase conclusiva                          | Relativo minore                          | la minore                      | 86 - 98      |
| Primo episodio                                           | Transizione                                           | Tema A (in 4 frasi)                       | Relativo minore - V (dominante)          | la minore - sol magg. 7a       | 98 - 113     |
| Seconda esposizione del rondò (tema A) uguale alla prima |                                                       |                                           | I (tonica) / V (dominante)               | do magg. / sol magg.           | 114 - 175    |
| Secondo episodio                                         | Tema C                                                | Prima frase                               | I (tonica minore)                        | do minore                      | 175 -182     |
| Secondo episodio                                         | Tema C                                                | Seconda frase                             | I (tonica minore)                        | do minore                      | 183 - 190    |
| Secondo episodio                                         | Tema C                                                | Terza frase                               | VI (sopradominante)                      | la bemolle magg.               | 191 - 198    |
| Secondo episodio                                         | Tema C                                                | Quarta frase                              | VI (sopradominante)                      | la bemolle magg.               | 199 - 206    |
| Secondo episodio                                         | Tema C                                                | Quinta frase                              | IV (sottodominante) - Cadenza perfetta   | fa minore - sol magg./do magg. | 207 - 220    |
| Sviluppo del tema A                                      | Tema del rondò                                        | Prima frase                               | VI (sopradominante)                      | la bemolle magg.               | 221 - 224    |
| Sviluppo del tema A                                      | Tema del rondò                                        | Seconda frase                             | IV (sottodominante)                      | fa minore                      | 225 - 228    |
| Sviluppo del tema A                                      | Tema del rondò                                        | Terza frase con codetta                   | II (sopratonica)                         | re bemolle minore              | 229 - 239    |
| Sviluppo del tema A                                      | Ponte modulante                                       |                                           | II - VI - III - VII - IV - I             | re bemolle => do               | 240 - 250    |
| Sviluppo del tema A                                      | Ripresa dello sviluppo del tema del rondò             | Elaborazione dell'inciso iniziale         | IV (sottodominante) => I (tonica minore) | fa minore => do minore         | 251 - 278    |
| Sviluppo del tema A                                      | Ripresa dello sviluppo del tema del rondò             | Pedale di dominante alternato alla tonica | V (dominante) / I (tonica minore)        | sol magg. / do minore          | 279 - 294    |
| Sviluppo del tema A                                      | Ripresa dello sviluppo del tema del rondò             | Pedale di dominante continuo              | V (dominante)                            | sol magg.                      | 295 - 312    |
| Terza esposizione del rondò (tema A)                     | (Tema principale in fortissimo e raddoppio di ottave) | Prima frase (domanda)                     | I (tonica)                               | do magg.                       | 313 – 316    |
| Terza esposizione del rondò (tema A)                     | (Tema principale in fortissimo e raddoppio di ottave) | Seconda frase (risposta)                  | I (tonica)                               | do magg.                       | 317 - 320    |
| Terza esposizione del rondò (tema A)                     | (Tema principale in fortissimo e raddoppio di ottave) | Terza frase                               | V (dominante)                            | sol magg.                      | 321 - 324    |
| Terza esposizione del rondò (tema A)                     | (Tema principale in fortissimo e raddoppio di ottave) | Quarta frase con codetta                  | V (dominante)                            | sol magg.                      | 325 - 336    |
| Terza esposizione del rondò (tema A)                     | (Tema principale in fortissimo e raddoppio di ottave) | Ripresa finale delle due prime frasi      | I (tonica)                               | do magg.                       | 337 - 344    |
| Terzo episodio                                           | Tema B1                                               |                                           | I (tonica)                               | do magg.                       | 334 - 352    |
| Terzo episodio                                           | Sviluppo del tema B1                                  |                                           | I (tonica)                               | do magg.                       | 352 - 377    |
| Terzo episodio                                           | Ripresa del tema del rondò                            | (sviluppo dell'inciso iniziale)           | VI (dominante)                           | sol magg.                      | 378 - 402    |

## Analisi del Finale
Il Finale si collega direttamente al rondò sia perché previsto dalle indicazioni della partitura (“attacca subito il Prestissimo”), ma anche perché il tema è lo stesso ma eseguito con un ritmo decisamente accelerato. Questo ultimo movimento ha come metro due mezzi nella tonalità di base di do maggiore; l'indicazione agogica (o tempo) indicata è “Prestissimo”.

Questo ultimo movimento può essere diviso in più episodi. Nel primo da misura 1 a misura 38 viene presentato il tema A (prima e seconda frase) seguito da quartine (nelle quali si riconosce il tema del rondò) per concludere alla fine (battuta 25) ancora con il tema A.[batt. 1-8]
Nel secondo episodio (misure 39 – 62) dei tranquilli arpeggi della mano destra si contrappongono ad accordi della mano sinistra. Da un punto di vista armonico l'episodio fondamentalmente è in la bemolle maggiore, mentre il basso si muove cromaticamente (per intervalli di semitono) verso l'alto. [batt. 40-46]
Il terzo episodio (misure 63 – 83) consiste in rapidissime scale di ottave in “pianissimo” (quasi un glissando) che richiedono una tecnica di esecuzione sbalorditiva. L'armonia torna alla tonica; alla fine un trillo sulla dominante con un fa finale alla mano sinistra (settima di dominante) prepara il ritorno del tema A nel prossimo episodio. [batt. 63-66]
Il quarto episodio (misure 83 – 112) si presenta con effetto timbrico veramente notevole: su un accompagnamento di terzine (della mano sinistra) la mano destra propone contemporaneamente un trillo e la melodia del rondò in “pianissimo”. La difficoltà di esecuzione di questo episodio è confermata anche dalle “facilitazioni” che lo stesso Beethoven propone nel manoscritto originale. Alfredo Casella, nell'edizione critica delle Sonate di Beethoven, suggerisce di preoccuparsi soprattutto di due cose: “di suonare con dolcezza la melodia e di trillare abbastanza rapidamente ma senza durezza”. In questo episodio si ritorna alla tonica (do maggiore) per le prime due frasi del tema, mentre la ripetizione con codetta (misure 91 – 104) è armonizzata in la bemolle maggiore. Nel finale dell'episodio (battute 111-112) appare la dominante (sol maggiore) su un doppio trillo. [batt. 83-86]
L'ultimo episodio (“Poco più animato”) conclude il movimento e l'intera sonata. Si ritorna alla tonica e all'ennesima esposizione delle prime due frasi del tema del rondò seguite da quartine riproponendo più o meno l'inizio del primo episodio di questo movimento. Da misura 127 delle figurazioni accordali “dure” (sempre sul do maggiore) concludono la sonata.

### Schema riassuntivo
| Parte            | Sezione                                        | Grado                               | Tonalità                | Battute:da-a |
| ---------------- | ---------------------------------------------- | ----------------------------------- | ----------------------- | ------------ |
| Primo episodio   | Prime due frasi del rondò (tema A)             | I (tonica)                          | do magg.                | 1 – 4        |
| Primo episodio   | Ripetizione variata delle frasi                | I (tonica)                          | do magg.                | 5 – 8        |
| Primo episodio   | Transizione                                    |                                     |                         | 9 - 24       |
| Primo episodio   | Riesposizione del tema con codetta             | IV (sottodominante) - V (dominante) | fa magg. - sol magg.    | 25 – 38      |
| Secondo episodio |                                                | VI (sopradominante)                 | la bemolle magg.        | 39 - 62      |
| Terzo episodio   |                                                | I (tonica) – V (dominante)          | do magg. – sol magg. 7a | 63 - 82      |
| Quarto episodio  | Prime due frasi del rondò (tema A)             | I (tonica)                          | do magg.                | 83 - 90      |
| Quarto episodio  | Ripetizione delle due frasi con codetta        | VI (sopradominante)                 | la bemolle magg.        | 91 - 110     |
| Quarto episodio  | Trillo finale                                  | V (dominante)                       | sol maggiore            | 111 - 112    |
| Quinto episodio  | Prime due frasi del rondò (tema A) con codetta | I (tonica)                          | do magg.                | 113 - 127    |
| Quinto episodio  | Accordi finali di chiusura                     | I (tonica)                          | do magg.                | 128 - 141    |